# Forest City (Iowa)
Forest City település az Amerikai Egyesült Államok Iowa államában, Winnebago megyében, melynek megyeszékhelye is. Lakosainak száma 4285 fő (2020. április 1.).

## Népesség
A település népességének változása:

| 2010 | 4 151 |
| 2020 | 4 285 |